# 胡薩爾·卡羅伊
胡薩爾·卡羅伊（匈牙利語：Huszár Károly；1882年9月10日—1941年10月27日），匈牙利政治家，在共產黨政權倒台之際直到君主制重建時曾任總理。早年曾是匈牙利基督教社會主義運動的发起人之一，並在農村從事組織農民協會，1910-1918年間擔任沙爾堡議員，繼續宣揚人民黨綱領，紫菀革命期間，他接受哈迪克首相提供的宗教和公共教育部長一職，但三個月後便辭職並退出政壇，共產黨掌權後，胡薩爾遭到迫害並逮捕，但成功逃往維也納。協約國占領匈牙利後，胡薩爾被委任組建一個能夠代表各階級的議會和內閣，並籌備基於協約國要求的選舉和立憲，完成工作後，他立即辭職，此後，他致力於發起面向窮人的社會運動，成功為窮人帶來1.45億美元，並為仰賴補助的學生募集了620份獎學金，他在1928年至1934年出任國家社會保險研究所長，此後仍積極參與社會事務，直到於1941年因心臟衰竭、膽囊疾病和糖尿病病逝。